# Supercopa d'Europa de futbol 1978
La Supercopa d'Europa de futbol 1978 va ser l'edició de la Supercopa d'Europa de l'any 1978. Va enfrontar, a doble partit, el campió de la Copa d'Europa 1977-78, el Liverpool FC, i el campió de la Recopa 1977-78, l'RSC Anderlecht. L'RSC Anderlecht va guanyar amb un marcador global de 4 a 3.

## Partits

### Anada
| RSC Anderlecht                                       | 3 – 1 | Liverpool FC |
| ---------------------------------------------------- | ----- | ------------ |
| Vercauteren 17' · Van Der Elst 38' · Rensenbrink 87' |       | Case 27'     |

 Astrid Park, Brussel·les

### Tornada
| Liverpool FC                | 2 – 1 | RSC Anderlecht   |
| --------------------------- | ----- | ---------------- |
| Hughes 13' · Fairclough 71' |       | Van Der Elst 71' |

 Anfield, Liverpool
| Supercopa d'Europa 1978 |
| ----------------------- |
| Bèlgica                 |
| Anderlecht Segon títol  |